# Babugarh
Babugarh è una suddivisione dell'India, classificata come nagar panchayat, di 5.938 abitanti, situata nel distretto di Ghaziabad, nello stato federato dell'Uttar Pradesh. In base al numero di abitanti la città rientra nella classe V (da 5.000 a 9.999 persone).

## Geografia fisica
La città è situata a 28° 43' 0 N e 77° 50' 60 E e ha un'altitudine di 199 m s.l.m..

## Società

### Evoluzione demografica
Al censimento del 2001 la popolazione di Babugarh assommava a 5.938 persone, delle quali 3.157 maschi e 2.781 femmine. I bambini di età inferiore o uguale ai sei anni assommavano a 916, dei quali 503 maschi e 413 femmine. Infine, coloro che erano in grado di saper almeno leggere e scrivere erano 3.819, dei quali 2.341 maschi e 1.478 femmine.